# Уэйкфилд, Роберт
Роберт Уэйкфилд (англ. Robert Wakefield; ум. 1537) — английский духовный писатель, живший при Генрихе VIII, педагог, один из лучших лингвистов своего времени.

## Биография
Роберт Уэйкфилд родился на севере Англии. Учился в Кембриджском университете, который окончил бакалавра в 1513/1514 году. После этого получил степень магистра в Лейденском университете (1519 год); затем продолжил образование в Нидерландах. 
В 1522 году, в качестве преемника профессора Иоганна Рейхлина, стал преподавать в Тюбингенском университете. Позднее он стал каноником в Крайст-Чёрч.
Один из главнейших трудов учёного: «Roberti Wakefeldi Sacrarum Literarum professoris eximii oratio de laudibus et utilitate trium linguarum, Arabicae, Caldaicae et Hebraicae atque idiomatibus Hebraicis quae in utroq. testamento inveniuntur» (Лондон, 1524). Также он написал книгу в защиту развода Генриха VIII.
Роберт Уэйкфилд умер в 1537 году в городе Лондоне.